# Klavirski koncert št. 1 (Chopin)
Klavirski koncert št. 1 v e-molu, op. 11 je klavirski koncert, ki ga je Frédéric Chopin napisal leta 1830, ko je bil star dvajset let. Prvič je bila izveden 12. oktobra istega leta v Varšavi na Poljskem, s skladateljem kot solistom, na enem od njegovih »poslovilnih« koncertov pred odhodom s Poljske. 
To je bil prvi od Chopinovih dveh objavljenih klavirskih koncertov. Ob izidu je bil označen kot klavirski koncert št. 1, četudi je bil dejansko napisan kmalu po premieri dela, ki je bilo kasneje objavljeno kot Klavirski koncert št. 2.
Koncert je orkestriran za klavir solo, pare flavt, oboe, klarinete in fagote, štiri rogove, dve trobenti, basovsko pozavno, timpane in godala. 

Koncert sestavljajo trije stavki, značilni za instrumentalne koncerte tega obdobja:
1. Allegro maestoso (E mol)
2. Romanze – Larghetto (E dur)
3. Rondo – Vivace (E dur)

Običajno predstava traja približno 38 do 42 minut.